# ファインカップ
競走馬におけるファインカップとは、
1. 日本の、1973年生まれの競走馬[1]。父ブランブルー、母父タリヤートス。JRA（栗東）で6戦するも未勝利に終わった。
2. 日本の、1991年生まれの競走馬。本項で記述。

ファインカップ（欧字名:Fine Cup、1991年2月24日 - 不明）は、日本の競走馬。主な勝ち鞍に1996年・1997年の中津菊花賞連覇、1997年のアラブ新春賞、アラブ大賞典。

## 戦績
- 特記事項なき場合、本節の出典はJBISサーチ[5]

1993年8月21日、新潟競馬場のアラ系3才未勝利戦でデビューし5着。2戦目は芝に転向し3着をマーク。5戦目に初勝利を挙げた。6戦目にはオープン戦の福島アラブ3歳ステークスに挑戦するもアテンションブルーの12着と大敗。以降は条件戦に挑戦するも400万下を勝ち上がることは出来なかった。1994年3月26日付でJRAの競走馬登録を抹消され、上山競馬場の米澤博厩舎に転厩した。転厩後初戦となった5月16日の皐月特別は、10頭中の10着と黒星スタートとなった。同年8月には前田幸悦厩舎の元で活動するも転厩後初勝利を挙げることはなかった。結局上山では10戦するもベストリザルトは4着だった。
中津競馬場での初戦は1994年12月17日の沖代賞。4番人気の5着と勝ち星を挙げるには至らなかった。結局転厩後初勝利はファインカップが5歳となった1995年1月29日のアラ系一般。1番人気のバルセハーサを破っての初勝利となった。その後もC級戦線で5着以内の活躍を見せ、1995年4月1日のうづき特別にて1番人気のエスタカラを破ったことでB級へ昇格。しかしその後は陰りを見せ同年12月にはC級に降格していた。B級に戻ったのは1996年3月のことであった。その後はB級戦線で活躍し、併せて昇格戦にも挑戦していた。その甲斐あってかB級選抜の神無月特別に勝利、A級戦線入りを果たす。A級初戦の中津菊花賞ではグレートイーグルやニシケンセイホーといった強豪を制し、重賞初勝利を成し遂げた。続く周防灘賞でも白星を飾った。
7歳シーズンは初戦のアラブ新春賞にてシーズン初勝利・重賞2勝目をマーク。その後はガーネット特別にてニホンカイキャロルの5着、オープン戦4着、アラブチャンピオンではヤマビコヘリオスの5着と勝ちきれない競馬が続いた。1997年8月15日のアラブ大賞典では6番人気の伏兵評価ながら、ヨコスカヒーローやワサゾノヒットら強豪を退け重賞3勝目を挙げた。その後オープン戦1着を挟んで迎えた二度目の中津菊花賞。人気に応え、2着フワノカイキョウに2馬身の差をつけ勝利を収めた。ヤングトスター、ヨコスカヒーローに次ぐ史上3頭目の中津菊花賞2連覇となった。続くオープン戦では1番人気に推されたワシュウタカハルを破ることができず4着と惜敗。
8歳シーズンの初戦は昨年優勝したアラブ新春賞。史上初の連覇がかかった1戦で、1番人気に推されるもワシュウタカハルの4着と敗北。続くガーネット特別では6番人気という人気薄にありながら2着と好走。しかしその後も勝ち星を挙げることは叶わず、1999年1月2日のアラブ新春賞を最後に現役を引退することになった。翌2000年10月1日付で地方競馬の競走馬登録を抹消、引退後は繁殖牝馬には上がらず消息不明となる。

## 血統表
| ファインカップの血統          | ファインカップの血統                         | ファインカップの血統                         | （血統表の出典）                             | （血統表の出典）   |
| 父系                          | バラッケー系（ジョーアンドリュース系）       | バラッケー系（ジョーアンドリュース系）       | バラッケー系（ジョーアンドリュース系）       | [ § 2 ]            |
| 父 イチコウエンライ 1986 鹿毛 | 父の父シナノリンボー 1975 栗毛               | タガミホマレ                                 | ミネフジ                                     | ミネフジ           |
| 父 イチコウエンライ 1986 鹿毛 | 父の父シナノリンボー 1975 栗毛               | タガミホマレ                                 | バイオレツト                                 |                    |
| 父 イチコウエンライ 1986 鹿毛 | 父の父シナノリンボー 1975 栗毛               | グレナヴアカ                                 | サラ *リンボー                               | サラ *リンボー     |
| 父 イチコウエンライ 1986 鹿毛 | 父の父シナノリンボー 1975 栗毛               | グレナヴアカ                                 | ミスタカクラ                                 |                    |
| 父 イチコウエンライ 1986 鹿毛 | 父の母ヤソダラ 1977 鹿毛                     | サラ *フイリユース                           | Pharis                                       | Pharis             |
| 父 イチコウエンライ 1986 鹿毛 | 父の母ヤソダラ 1977 鹿毛                     | サラ *フイリユース                           | Theano                                       |                    |
| 父 イチコウエンライ 1986 鹿毛 | 父の母ヤソダラ 1977 鹿毛                     | ガールダイイツポ                             | サラ *ガルカドール                           | サラ *ガルカドール |
| 父 イチコウエンライ 1986 鹿毛 | 父の母ヤソダラ 1977 鹿毛                     | ガールダイイツポ                             | アラ 悦堂                                    |                    |
| 母 イースタンカツプ 1980 栗毛 | 母の父スカレー 1969 鹿毛                     | *エルシド                                    | Nithard                                      | Nithard            |
| 母 イースタンカツプ 1980 栗毛 | 母の父スカレー 1969 鹿毛                     | *エルシド                                    | Farida IV                                    |                    |
| 母 イースタンカツプ 1980 栗毛 | 母の父スカレー 1969 鹿毛                     | トモスカツプ                                 | トモスベビー                                 | トモスベビー       |
| 母 イースタンカツプ 1980 栗毛 | 母の父スカレー 1969 鹿毛                     | トモスカツプ                                 | カツプフオード                               |                    |
| 母 イースタンカツプ 1980 栗毛 | 母の母イースタンベル 1971 栗毛               | タカシヨウ                                   | サラ トシシロ                                | サラ トシシロ      |
| 母 イースタンカツプ 1980 栗毛 | 母の母イースタンベル 1971 栗毛               | タカシヨウ                                   | スガタ                                       |                    |
| 母 イースタンカツプ 1980 栗毛 | 母の母イースタンベル 1971 栗毛               | イースタン                                   | *バラツケー                                  | *バラツケー        |
| 母 イースタンカツプ 1980 栗毛 | 母の母イースタンベル 1971 栗毛               | イースタン                                   | 梅橋                                         |                    |
| 母系(F-No.)                   | オーバーヤン五ノ一一(HUN)系(FN:不明)         | オーバーヤン五ノ一一(HUN)系(FN:不明)         | オーバーヤン五ノ一一(HUN)系(FN:不明)         | [ § 3 ]            |
| 5代内の近親交配               | ミネフジ・イースタン：S4×M3、トシシロ：M5×M4 | ミネフジ・イースタン：S4×M3、トシシロ：M5×M4 | ミネフジ・イースタン：S4×M3、トシシロ：M5×M4 | [ § 4 ]            |
| 出典                          | 1. 2. 3. 4.                                  | 1. 2. 3. 4.                                  | 1. 2. 3. 4.                                  | 1. 2. 3. 4.        |

- 主な近親にタチナミ（アラブチャレンジャー）、センジユ（千鳥賞ほか）